# Покутье

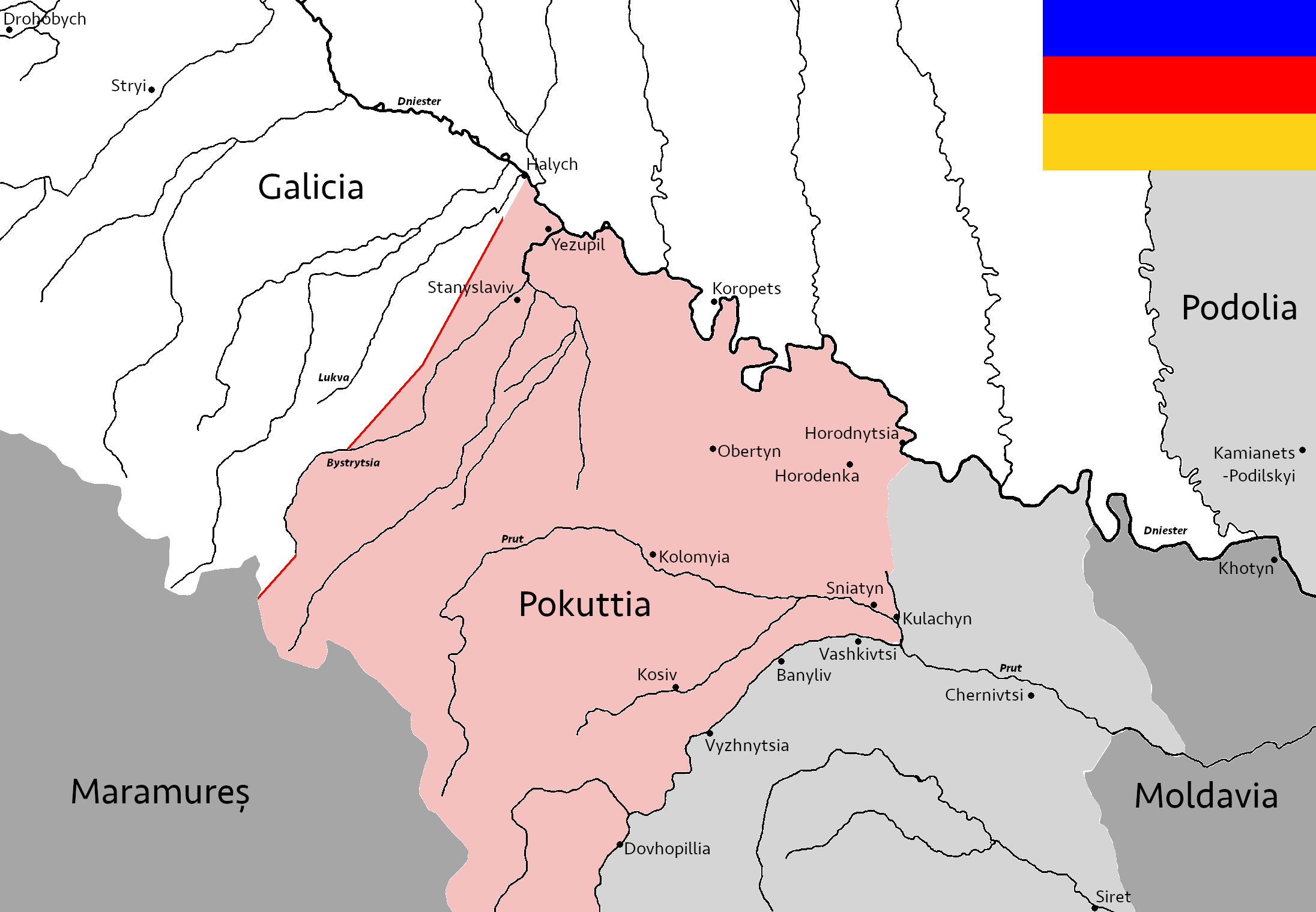
Покутье (ультрамарин) на карте

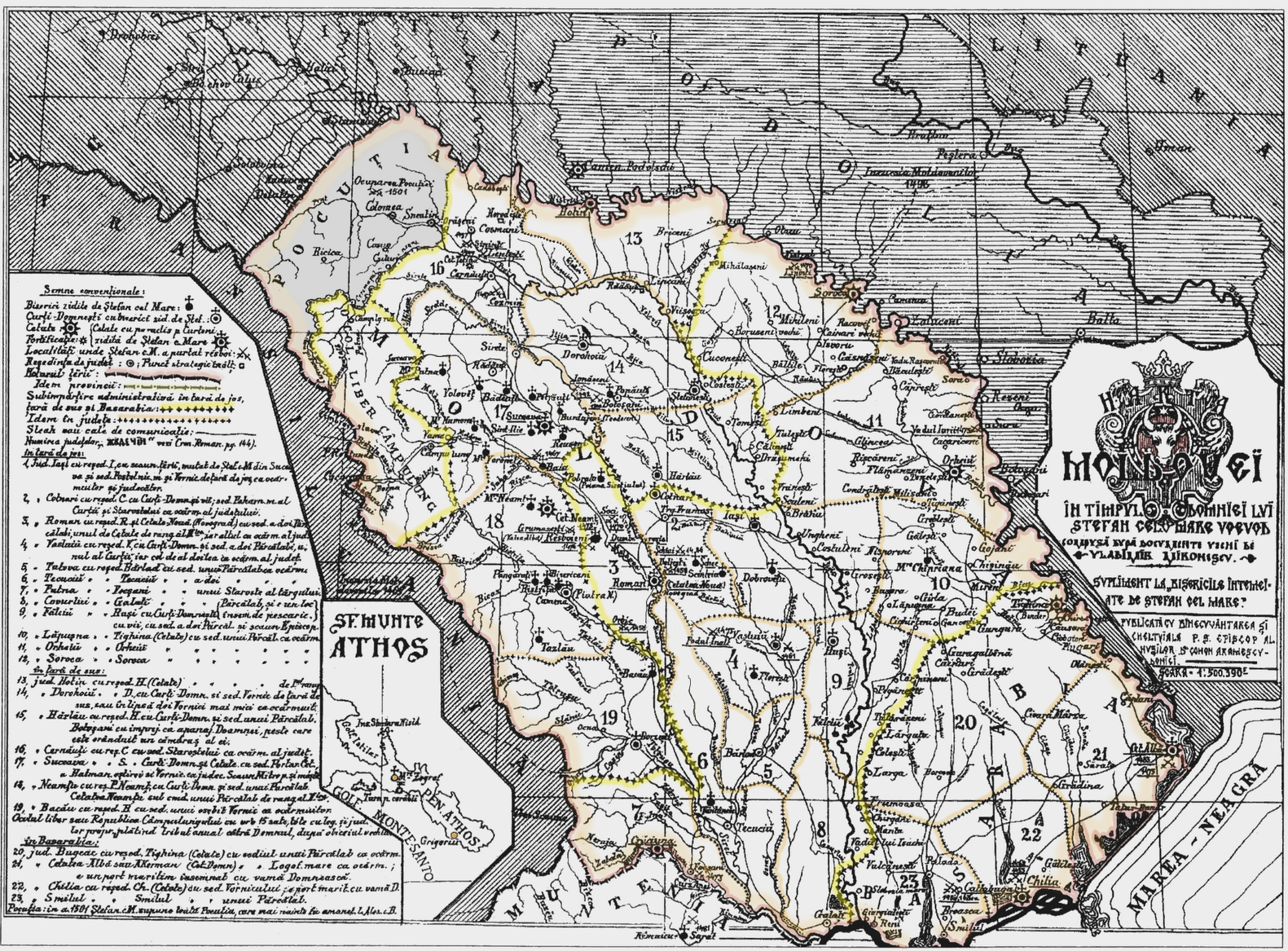
Молдавия при Стефане Великом

Поку́тье (укр. Покуття, рум. Pocuția) — культурно самобытный регион и историческая область на западе Украины, между реками Прут и Черемош. В XIV веке малообжитые южные земли бывшего Галицко-Волынского княжества были заселены восточными славянами (будущие русины и гуцулы) и «западными молдаванами». Культурным центром Покутья была Коломыя, хотя его название происходит от городка Куты (Кут по-украински означает угол). Горная часть Покутья также является и центральной частью Гуцульщины.

## История
Будучи изначально частью Киевской Руси и Галицко-Волынского княжества, Покутье было присоединено к Польше в 1349 году королём Казимиром III. Нуждаясь в военной помощи в борьбе против тевтонских рыцарей, он отдал Покутье в залог молдавскому воеводе Петру I в обмен на его содействие. Спустя некоторое время регион стал предметом раздора между Польшей и Молдавией, которая заявляла, что долг Польши перед ней не оплачен до конца. В 1498 году Покутье было официально присоединено к Молдавскому княжеству Стефаном III Великим, но в 1531 году, после битвы при Обертыне, его вновь захватил польский гетман Ян Тарновский.
После первого раздела Польши в 1772 году Покутье стало частью Габсбургских владений. После Первой мировой войны и распада Австро-Венгрии на Покутье выдвинули претензии Польша и Украинская Народная Республика. Во время польско-украинской войны Покутье без боя заняла румынская армия и передала его польским властям. Покутье осталось в составе Польши и после Советско-польской войны. В 1939 году после Польского похода Красной армии регион был присоединён к Украинской ССР и вошел в состав Станиславской (ныне Ивано-Франковской) области.

## Исторические города
- Яремча
- Ворохта
- Верховина
- Космач
- Коломыя
- Косов
- Куты